# Рух Сонця і планет по небесній сфері
Руху Сонця і планет по небесній сфері відображають лише їх видимі рухи, тобто ті, що видаються земному спостерігачеві. Жодні рухи світил по небесній сфері не є пов'язані з добовим обертанням Землі, оскільки обертання відображається обертанням самої небесної сфери.

## Рух Сонця
Сонце рухається майже рівномірно (майже — через ексцентриситет орбіти Землі) по великому колу небесної сфери, що називається екліптикою, з заходу на схід (тобто у бік, протилежний обертанню небесної сфери), здійснюючи повний оборот за один сидеричний рік (365,2564 дня). Сидеричний рік відрізняється від тропічного року, що визначає зміну сезонів, внаслідок прецесії земної осі (див. Випередження рівнодення).

### Зміна екваторіальних координат Сонця
Коли Сонце знаходиться в точці весняного рівнодення, його пряме піднесення і схилення дорівнюють нулю. З кожним днем пряме сходження і схилення Сонця збільшуються, і в точці літнього сонцестояння пряме піднесення стає рівним 90° (6h), а схилення досягає максимального значення +23°26'. Далі, пряме піднесення продовжує збільшуватися, а схилення зменшується і в точці осіннього рівнодення вони приймають значення 180° (12h) і 0°, відповідно. Після цього, пряме піднесення, як і раніше, збільшується і в точці зимового сонцестояння стає рівним 270° (18hе), а схилення досягає мінімального значення -23°26', після чого знову починає рости.

## Верхні і нижні планети
В залежності від характеру руху по небесній сфері планети поділяються на дві групи: нижні (Меркурій, Венера) і верхні (всі інші планети, крім Землі), або  — внутрішні і зовнішні (по відношенню до орбіти Землі) планети.

### Фазовий кут
Під час видимого руху нижніх планет у них відбувається зміна фаз, як у Місяця і в період проходження планети між Землею і Сонцем їх видима фаза зменшується до 0%. Фазовий кут відповідно змінюється від 0° до 180°. 
Натомість при видимому рух верхніх планет зміни фаз у них відбуваються лише у незначних межах, тим менших чим далі планета віддалена від Сонця. Максимального значення фаховий кут набуває тоді, коли Земля щодо цієї планети перебуває у найбільшій елонгації. Для Марса максимальний фазовий кут дорівнює 47°, Юпітера - 12°, Сатурна - 6°, Урана - 3°, Нептуна і Плутона - 2°

### Рух нижніх планет
В своєму русі по небесній сфері Меркурій і Венера ніколи не йдуть далеко від Сонця (Меркурій — не далі 18° — 28°; Венера — не далі 45° — 48°) і можуть перебувати або на схід, або на захід від нього. Момент найбільшого кутового видалення планети на схід від Сонця називається східною або вечірньої елонгацією; на захід — західною або ранкової елонгацією.
При східній елонгації планету видно на заході незабаром після заходу Сонця. Рухаючись зі сходу на захід, тобто зворотним рухом (в астрології використовується термін — «ретроградним рухом»), планета спочатку повільно, а потім швидше, наближається до Сонця, поки не ховається в його променях. Цей момент називається нижнім сполученням (планета проходить між Землею і Сонцем). Через деякий час стає видно на сході незадовго до сходу Сонця. Продовжуючи зворотний рух, вона досягає західної елонгації, зупиняється і починає рухатися з заходу на схід, тобто прямим рухом, наздоганяючи Сонце. Наздогнавши його, вона знову стає невидимою — настає верхнє сполучення (в цей момент Сонце опиняється між Землею і планетою). Продовжуючи прямий рух, планета знову досягає східної елонгації, зупиняється і починає зворотний рух — цикл повторюється.

### Рух верхніх планет

Видиме із Землі переміщення Марса щодо зірок у 2003 році. Зворотний рух Марса тривав з 31 липня по 30 вересня. У середині відповідної дуги, 28 серпня, відбулося протистояння Марса (Велике).

У верхніх планет також чергуються прямий і зворотний рух. Коли верхню планету видно на заході незабаром після заходу Сонця, вона рухається по небесній сфері прямим рухом, тобто в ту ж сторону, що і Сонце. Однак швидкість руху верхньої планети по небесній сфері завжди менше, ніж у Сонця, тому настає момент, коли воно наздоганяє планету — відбувається сполучення планети з Сонцем (Сонце при цьому опиняється між Землею і планетою). Після того, як Сонце обжене планету, її стає видно на сході, перед сходом Сонця. Швидкість її прямого руху поступово зменшується, планета зупиняється і починає переміщатися серед зірок із сходу на захід, тобто зворотним рухом. В середині дуги свого назаднього руху планета знаходиться в точці небесної сфери, протилежної тій, де в цей момент перебуває Сонце. Це положення називається протистоянням (Земля знаходиться між Сонцем і планетою). Через деякий час планета знову зупиняється, змінює напрямок свого руху на прямий — і цикл повторюється.
Розташування планети на 90° на схід від Сонця називається східною квадратурою, а на 90° на захід — західною квадратурою.

### Середні значення дуг зворотних рухів
Планети мають такі середні величини дуг попятных рухів: Меркурій — 12°, Венера — 16°, Марс — 15°, Юпітера — 10°, Сатурна — 7°, Уран — 4°, Нептун — 3°, Плутон — 2°.